# Dithecodes
Dithecodes là một chi bướm đêm thuộc họ Geometridae.

## Các loài
- Dithecodes erasa Warren, 1900